# Partido Animalista Com o Meio Ambiente
O Partido Animalista Com o Meio Ambiente (em espanhol: Partido Animalista Con el Medio Ambiente, PACMA) 
 é um partido político de Espanha.
Fundado em 2003 na cidade de Bilbau, o PACMA tem como grande foco a defesa dos direitos dos animais e acabar com as práticas que ponham em causas tais direitos e proteção de animais. O partido também luta por uma maior justiça social bem como pela proteção do ambiente, colocando-se no centro-esquerda.

## História
Surgiu originalmente com o nome de "Partido Anti-touradas contra o abuso de animais" da união de vários grupos anti-touradas e de defesa dos animais em Vizcaya. 
Em 25 de junho de 2011, em Assembleia Geral, o nome foi alterado; alterando a designação de “Partido Antitouradas” para “Animalista”, mantendo o resto do nome e, portanto, a sigla PACMA.
Em 2013 o partido mudou sua logomarca, eliminando o touro travado por um touro sobre fundo branco que olha para o futuro.

Nesse mesmo ano Silvia Barquero assumiu a presidência. Durante o seu mandato (2013-2019), o partido regista um crescimento constante de votos em todas as eleições, atingindo o seu máximo nas eleições gerais de Abril de 2019, ultrapassando os 328 mil votos.
Depois de não obter um assento no Parlamento Europeu após as eleições de 2019, Silvia anuncia que não continuará como presidenta na próxima Assembleia Geral.
Em setembro de 2019, Laura Duarte, porta-voz do partido nos últimos anos, foi eleita a nova presidenta.
No dia 16 de outubro de 2021, realiza-se em Barcelona uma Assembleia Geral na qual é eleito um novo Conselho de Administração, onde Javier Luna é eleito presidente. O partido estabelece como principal objetivo obter representação política, apostando assim na descentralização territorial, numa mudança na estratégia de comunicação e no compromisso de ser o partido verde de referência em Espanha.
No dia 15 de novembro de 2022, foi apresentada na imprensa madrilena uma mudança de identidade corporativa: com mudança de nome, passando de “Partido Animalista Contra o Mau Trato Animal” para “Partido Animalista Com o Meio Ambiente”, mantendo a sigla PACMA. Há também uma mudança no logotipo, que mantendo o touro e o pássaro voltados para o futuro, apenas altera seu design.

## Resultados eleitorais
Nas eleições gerais de 2016, o PACMA foi o maior partido extra-parlamentar ao conseguir mais de 1% dos votos, anunciando que iria iniciar uma campanha para reformar a lei eleitoral espanhola.

### Eleições gerais
| Data | Líder           | CI.  | Votos   | %           | +/- | Deputados | +/-     |
| ---- | --------------- | ---- | ------- | ----------- | --- | --------- | ------- |
| 2008 | Ángel Esteban   | 15.º | 44 795  | 0,2 / 100,0 |     | 0 / 350   |         |
| 2011 | Antonio Valle   | 13.º | 102 144 | 0,4 / 100,0 | 0,2 | 0 / 350   | Estável |
| 2015 | Silvia Barquero | 9.º  | 220 369 | 0,9 / 100,0 | 0,5 | 0 / 350   | Estável |
| 2016 | Silvia Barquero | 8.º  | 286 702 | 1,2 / 100,0 | 0,3 | 0 / 350   | Estável |
| 2019 | Silvia Barquero | 9.º  | 326 045 | 1,3 / 100,0 | 0,1 | 0 / 350   | Estável |

### Eleições europeias
| Data | CI.  | Votos   | %           | +/- | Mandatos | +/-     |
| ---- | ---- | ------- | ----------- | --- | -------- | ------- |
| 2009 | 9.º  | 41 913  | 0,3 / 100,0 |     | 0 / 54   |         |
| 2014 | 12.º | 177 499 | 1,1 / 100,0 | 0,8 | 0 / 54   | Estável |
| 2019 |      |         |             |     |          |         |